# Château normand-souabe de Bari
Le château normand-souabe est une importante forteresse médiévale qui se dresse en bordure de la vieille ville de Bari, ville métropolitaine de Bari dans les Pouilles,.
Depuis décembre 2014, le ministère de la Culture le gère par l'intermédiaire de la Direction régionale des musées des Pouilles.

## Historique
Des découvertes remontant à l'époque romano-grecque ont conduit les experts à retracer l'existence de la forteresse de Bari depuis l'Antiquité. En revanche, dans les Satires (I, 5, 96-97) d'Horace et dans les Annales (XVI, 2, 7-9) de Tacite, l'existence, dans l'antique Baryum, d'une place fortifiée dont l'emplacement pourrait coïncider avec une partie du château actuel ou, bien plus probablement, avec le castrum byzantin (Corte del Catapano dans la basilique Saint-Nicolas de Bari).

### Fortification médiévale

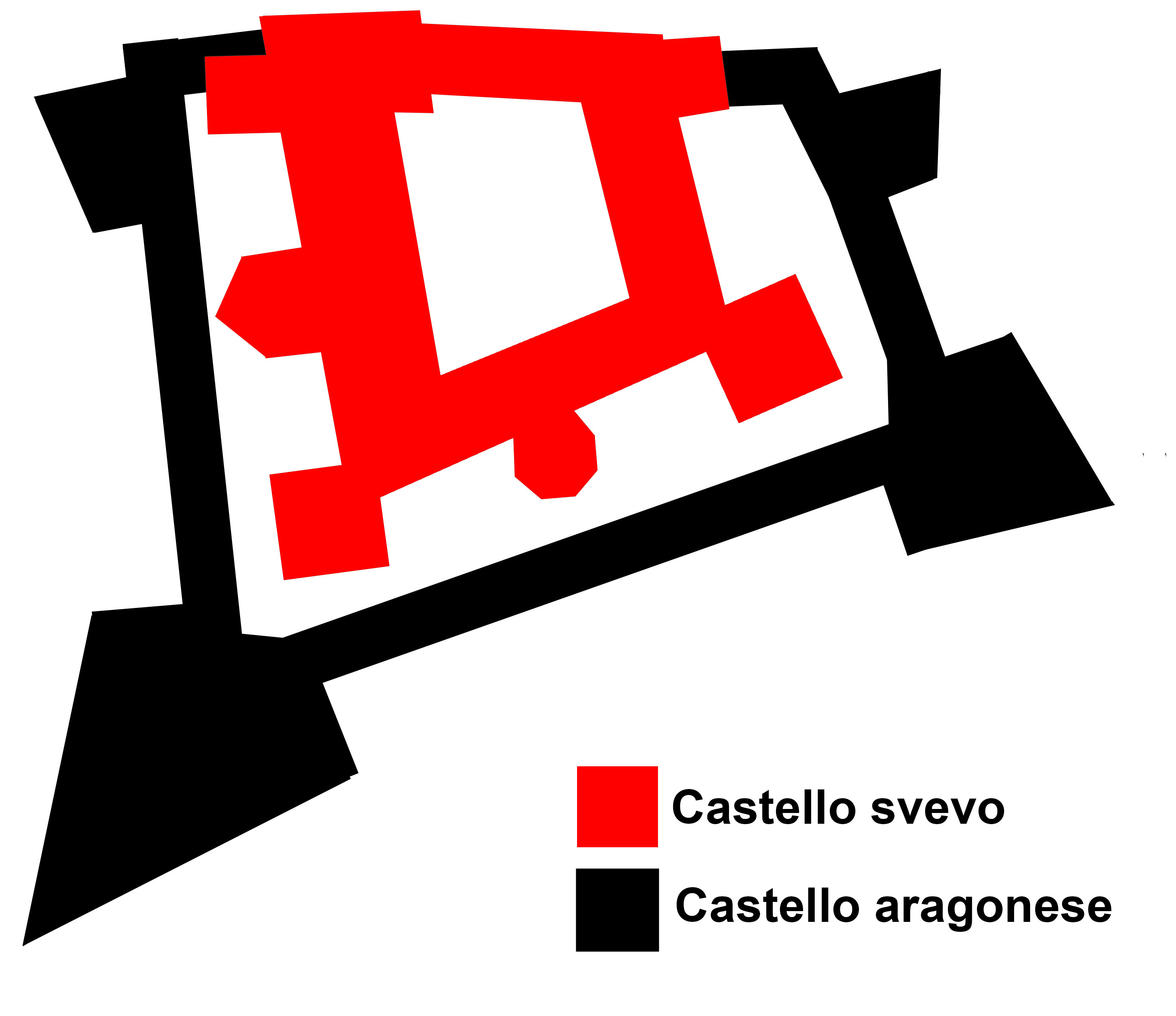
plan du château

La fortification médiévale remonte probablement à 1132. Le bâtiment, commandé par le roi normand Roger II, fut détruit en 1156 par les habitants de Bari eux-mêmes (qui avaient incité le roi Guillaume le Mauvais à raser toute la ville, à l'exception de quelques lieux de culte) et déjà reconstruit. en 1233, lorsque l'empereur Frédéric II ordonna sa reconstruction et son renforcement.
Elle subit de nombreuses transformations à l'époque angevine et devint la propriété de Ferrante d'Aragon, puis donnée par lui à la famille ducale des Sforza. Ce dernier fit agrandir et perfectionner la forteresse qui passa peu après entre les mains d' Isabelle d'Aragon, qui la modifia pour l'adapter aux techniques de défense les plus modernes dans le but de contrer les armes à feu, puis à celles de sa fille, Bona Sforza, reine de Pologne, qui y mourut en 1557.
Plus tard, le bâtiment, restitué au royaume de Naples, servit de prison et de caserne.

### XXIesiècle
Aujourd'hui, le château est entouré d'anciennes douves qui s'étendent sur trois côtés, à l'exception de la bande nord, autrefois baignée par la mer ; au-delà des douves se trouve le mur de défense, de l'époque aragonaise, équipé de grands bastions d'angle en forme de lance. On accède au château par le côté sud, en traversant le pont sur les douves, en entrant dans la cour entre les bastions du XVIe siècle et le donjon souabe.
Le 3 octobre 2017, il a rouvert ses portes, avec quelques salles rénovées et de nouvelles trouvailles exposées, en tant que Musée des plâtres du château normand-souabe de Bari. Il abrite une galerie de moulages en plâtre contenant les moulages en plâtre de frises et de bas-reliefs réalisés dans de nombreuses églises médiévales des Pouilles.

## Galerie

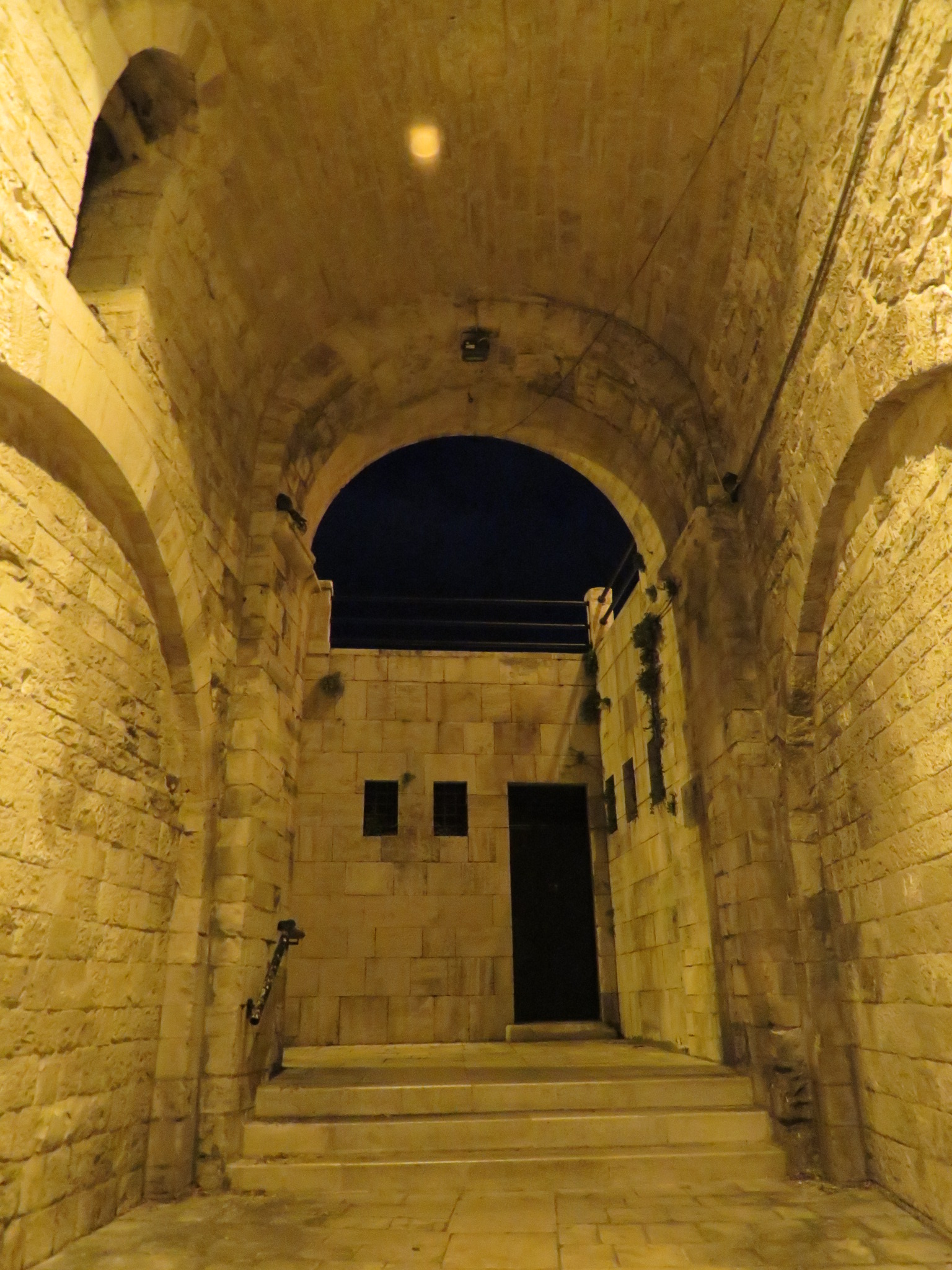
Corte del Catapano
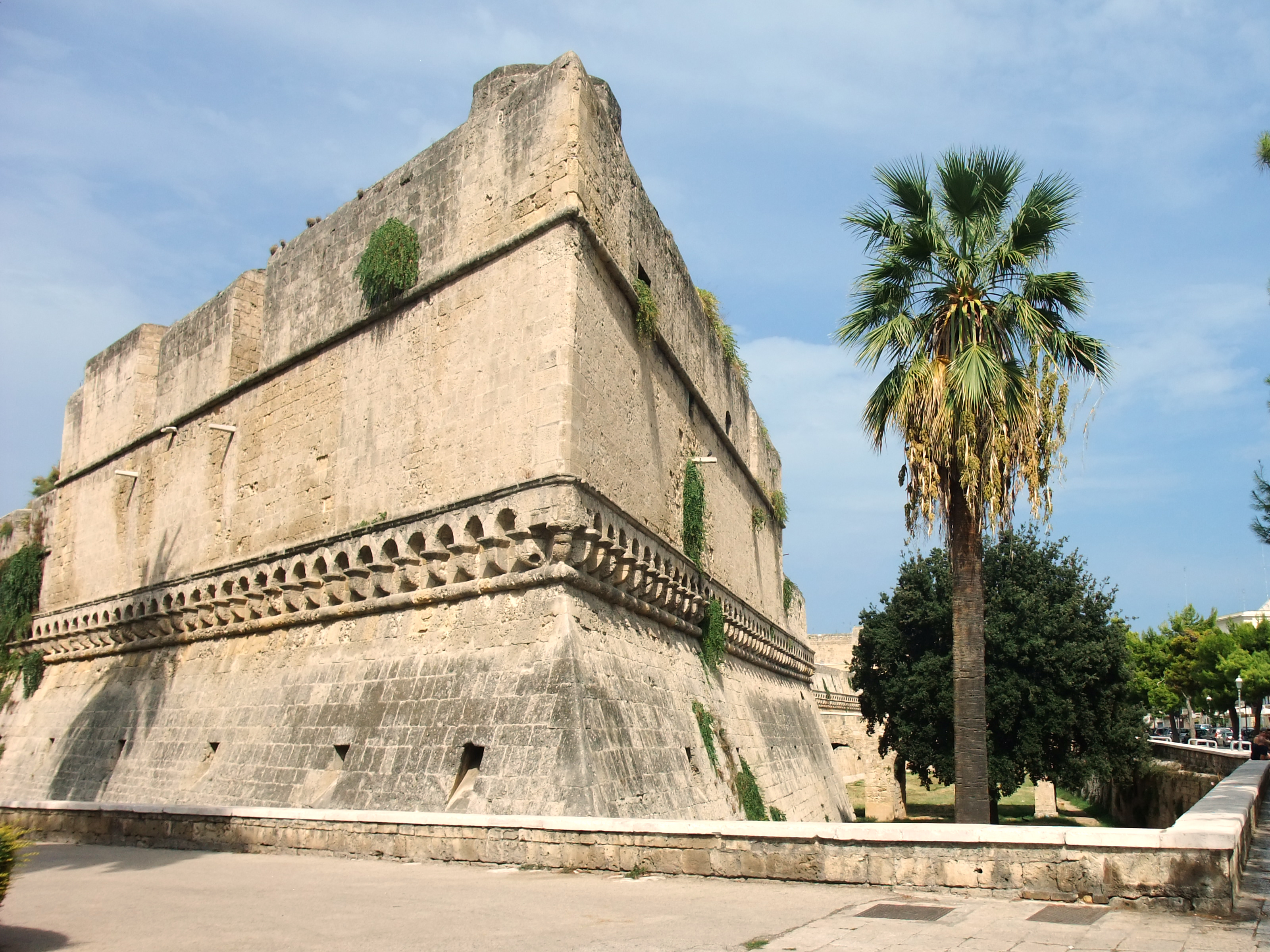
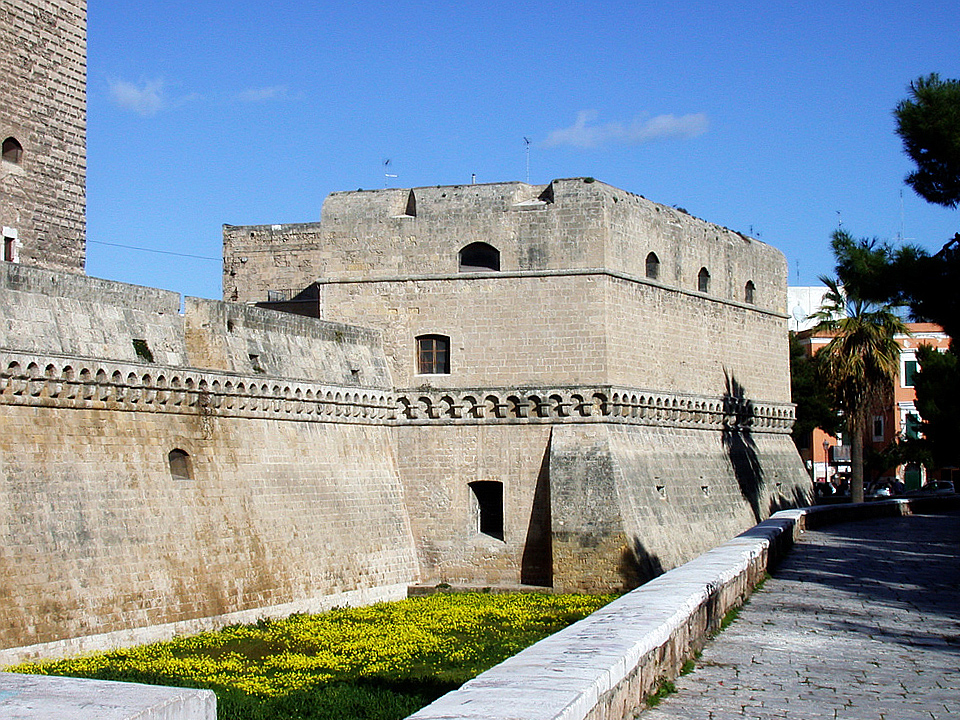
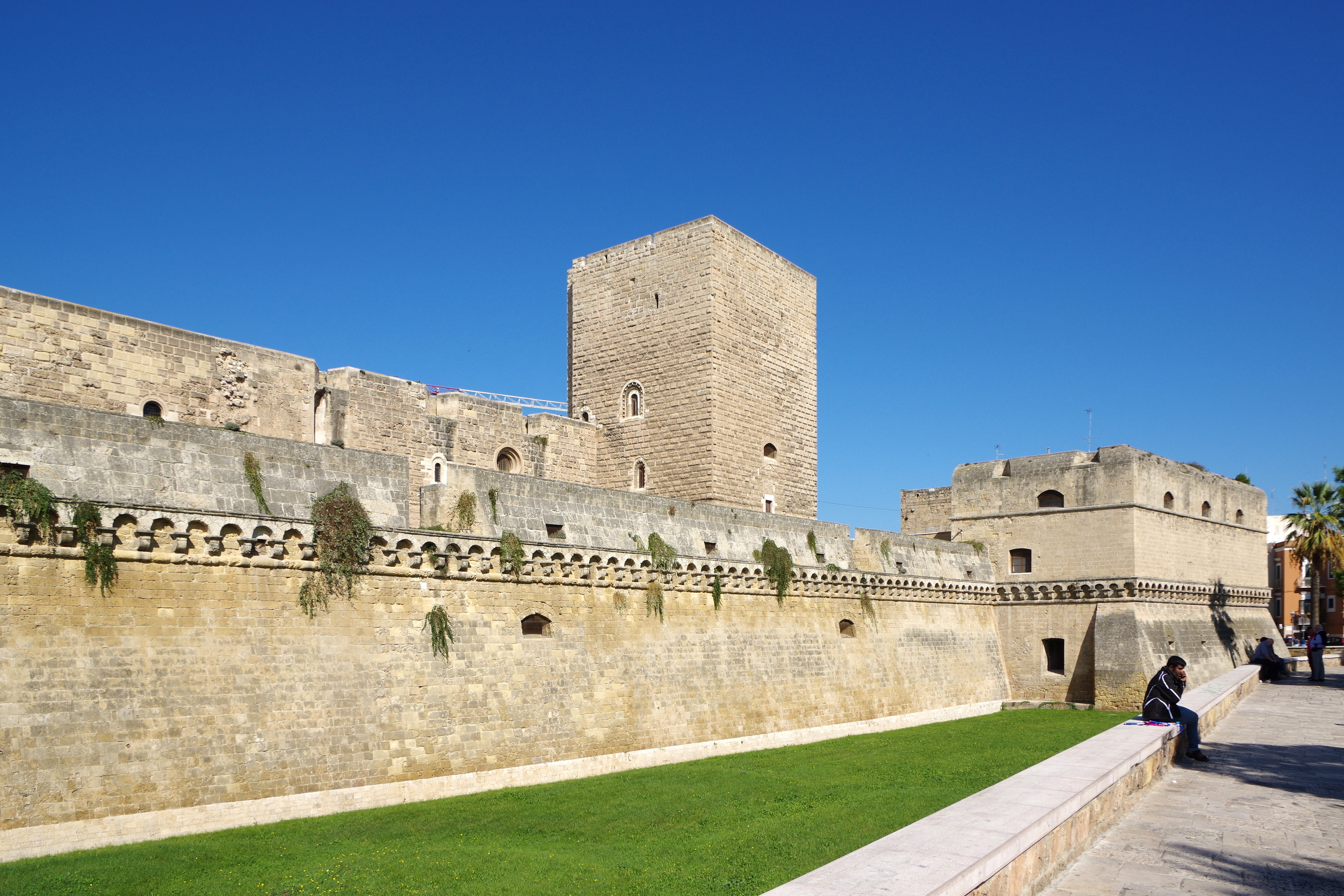
Rempart ouest
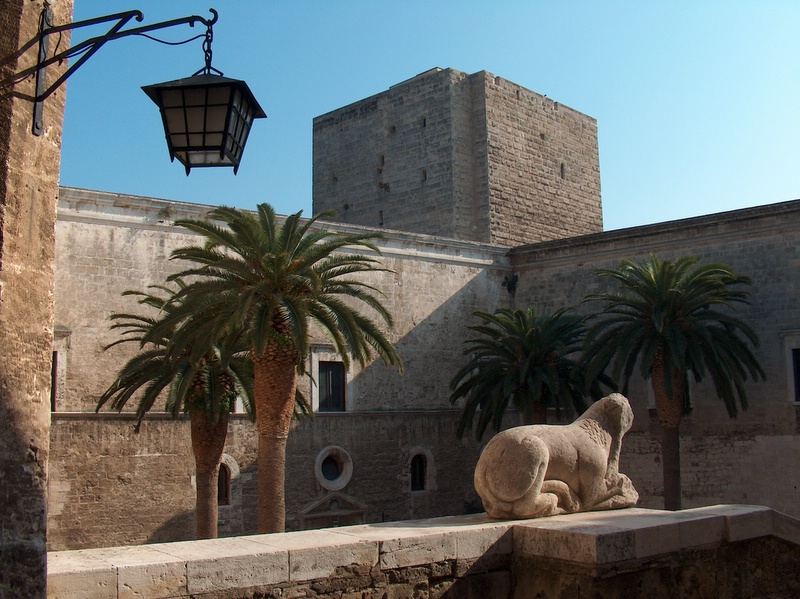
Cour intérieure
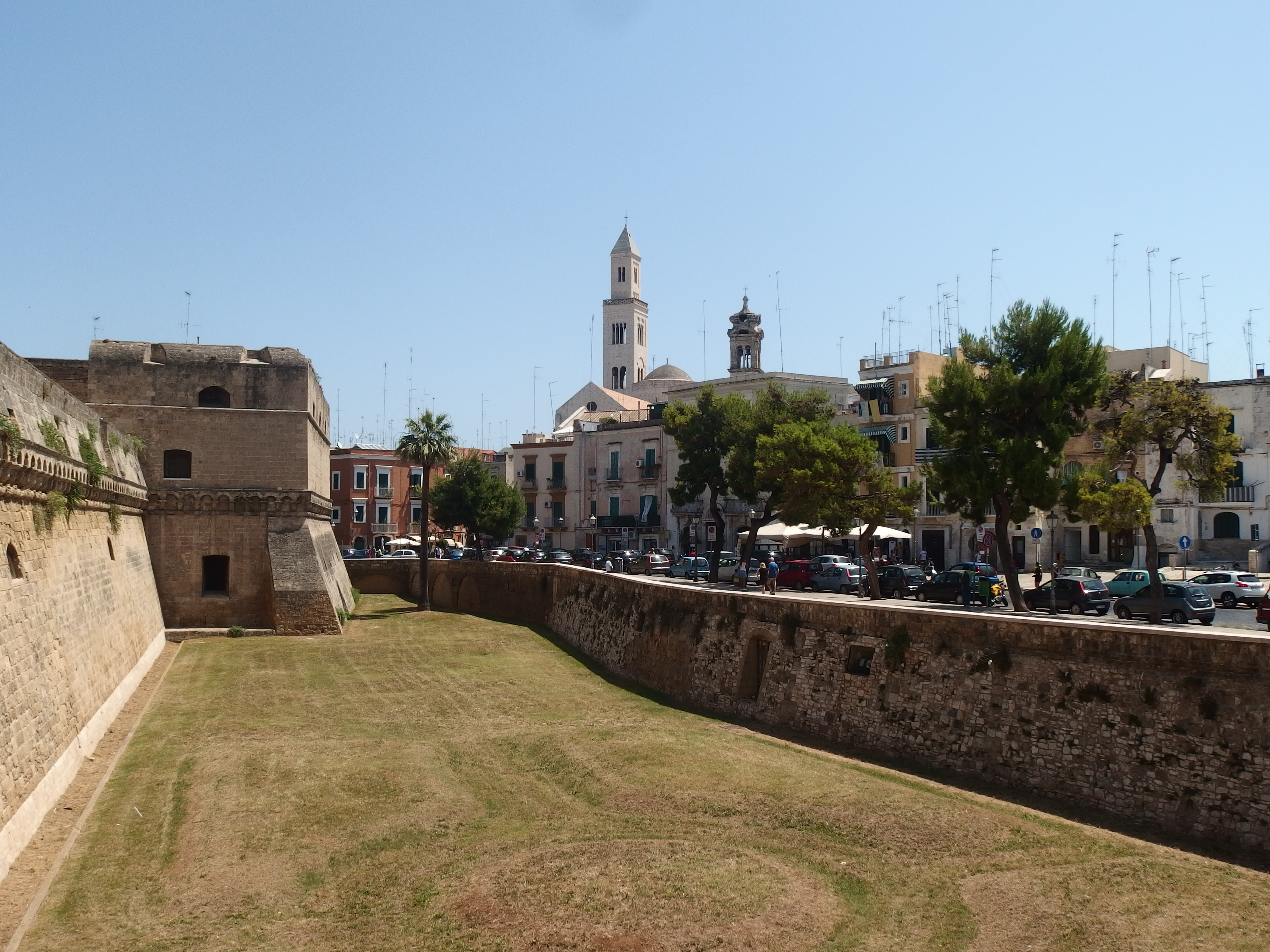
Vieille ville
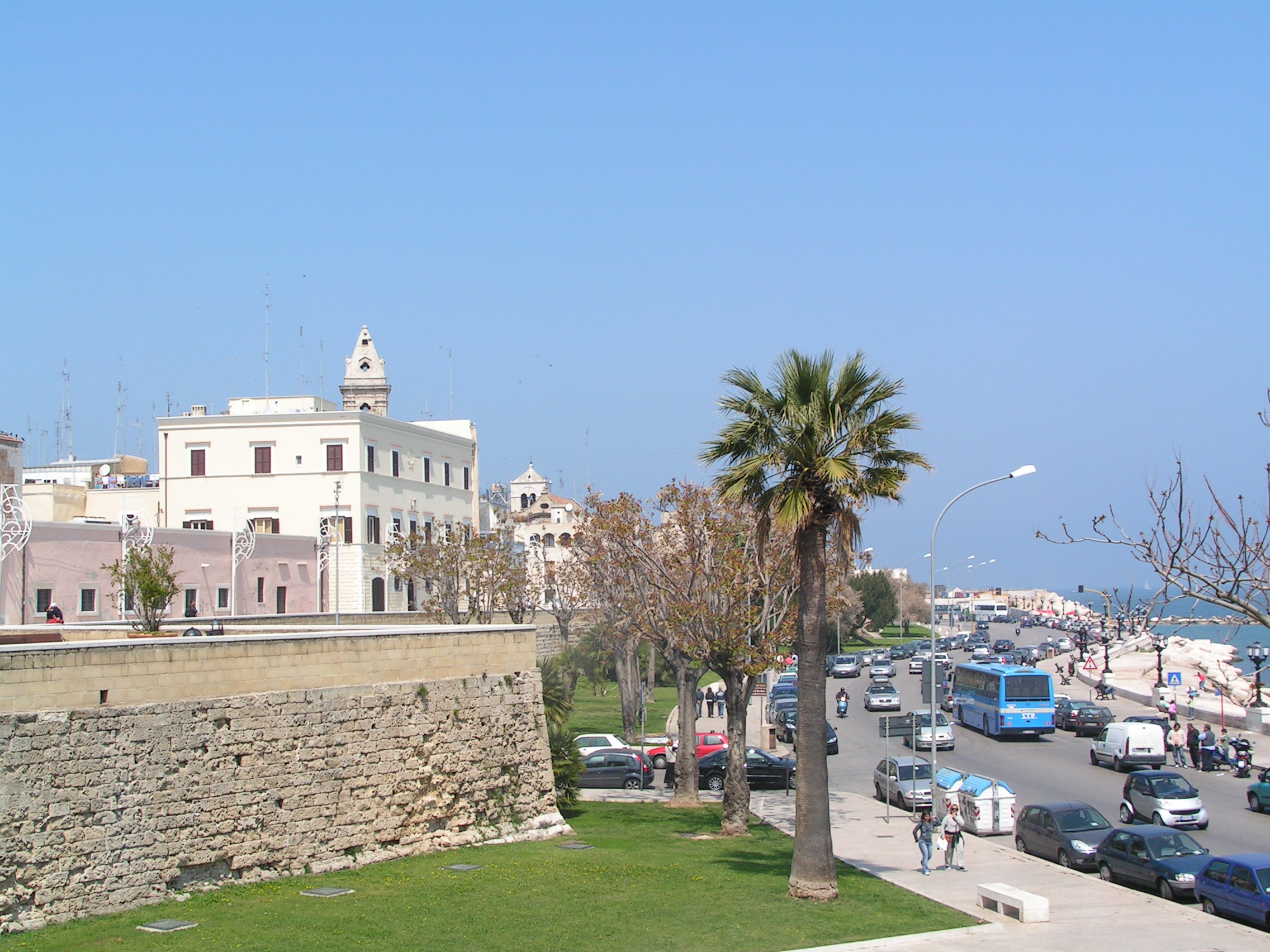
Bord de mer
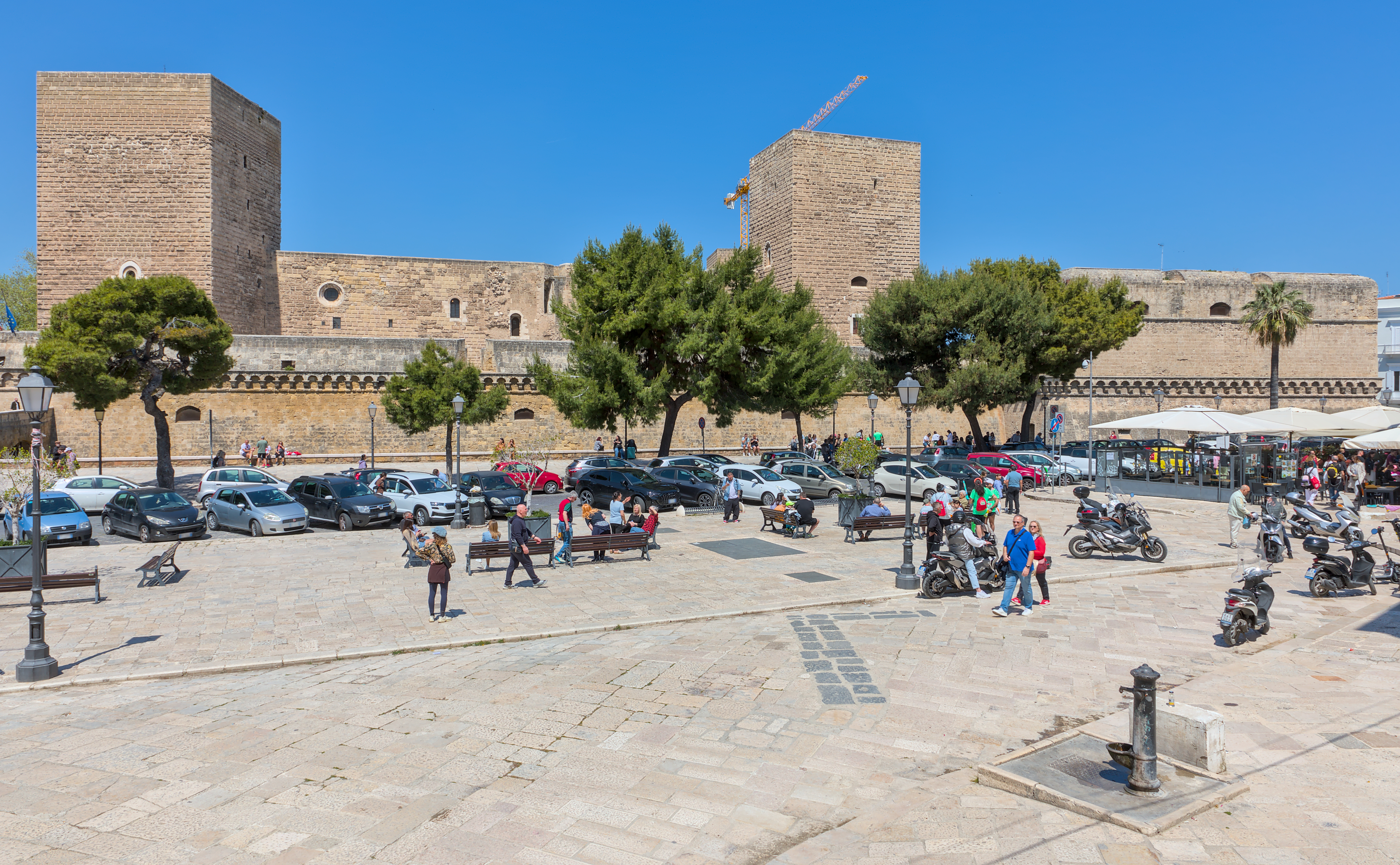
Vue depuis la place Frédéric II de Souabe

### Articles externes
- (it) Castello normanno-svevo - Site Catalogo generale dei Beni Culturali
- (it) Castello svevo di Bari - Site beniculturali.it

- (it) Site officiel